# Шмидель, Казимир Христоф
Казимир Христоф Шмидель (нем. Kasimir Christoph Schmiedel, лат. Casimirus Christophorus Schmidelius; 1718—1792) — немецкий ботаник.

## Биография
Казимир Христоф Шмидель родился в немецком городе Байройт 21 ноября 1718 года. В 1742 году Шмидель стал доктором медицины в Йенском университете. С 1743 по 1763 Казимир Шмидель был профессором медицины и фармакологии в Университете Байройта. В 1763 году переехал в Ансбах, стал личным врачом маркграфа Карла Александра. В 1783 году Казимир стал почётным доктором медицины Эрлангенского университета. Казимир Христоф Шмидель скончался 18 декабря 1792 года в Ансбахе.
Большая часть типовых образцов растений, описанных Казимиром Христофом Шмиделем, хранится в гербарии Шребера в Мюнхенской государственной ботанической коллекции (M). Некоторые образцы находятся в гербариях Женевского ботанического сада (G) и Лондонского Линнеевского общества (LINN).

## Некоторые научные работы
- Icones plantarum, 1747—1751

## Роды растений, названные в честь К. Х. Шмиделя
- Schmidelia Boehm., 1760 [syn.  Calophyllum L., 1753]
- Schmidelia L., 1767 [syn.  Allophylus L., 1753]